# بروس ساجان
بروس ساجان (بالإنجليزية: Bruce Sagan) هو رياضياتي أمريكي، ولد في 29 مارس 1954.